# Tama (gata)
Tama usando o chapéu de chefe da estação
Tama (たま, 29 de abril de 1999 - 25 de Junho de 2015) foi uma gata, chefe de estação e diretora de operações da Estação Kishi em Kinokawa, no Japão. A gata pesava em torno de 4.8 kg. Notícias aumentaram o número de visitas de turistas à Estação Kishi, incluindo notícias da imprensa estrangeira, incluindo a CNN.

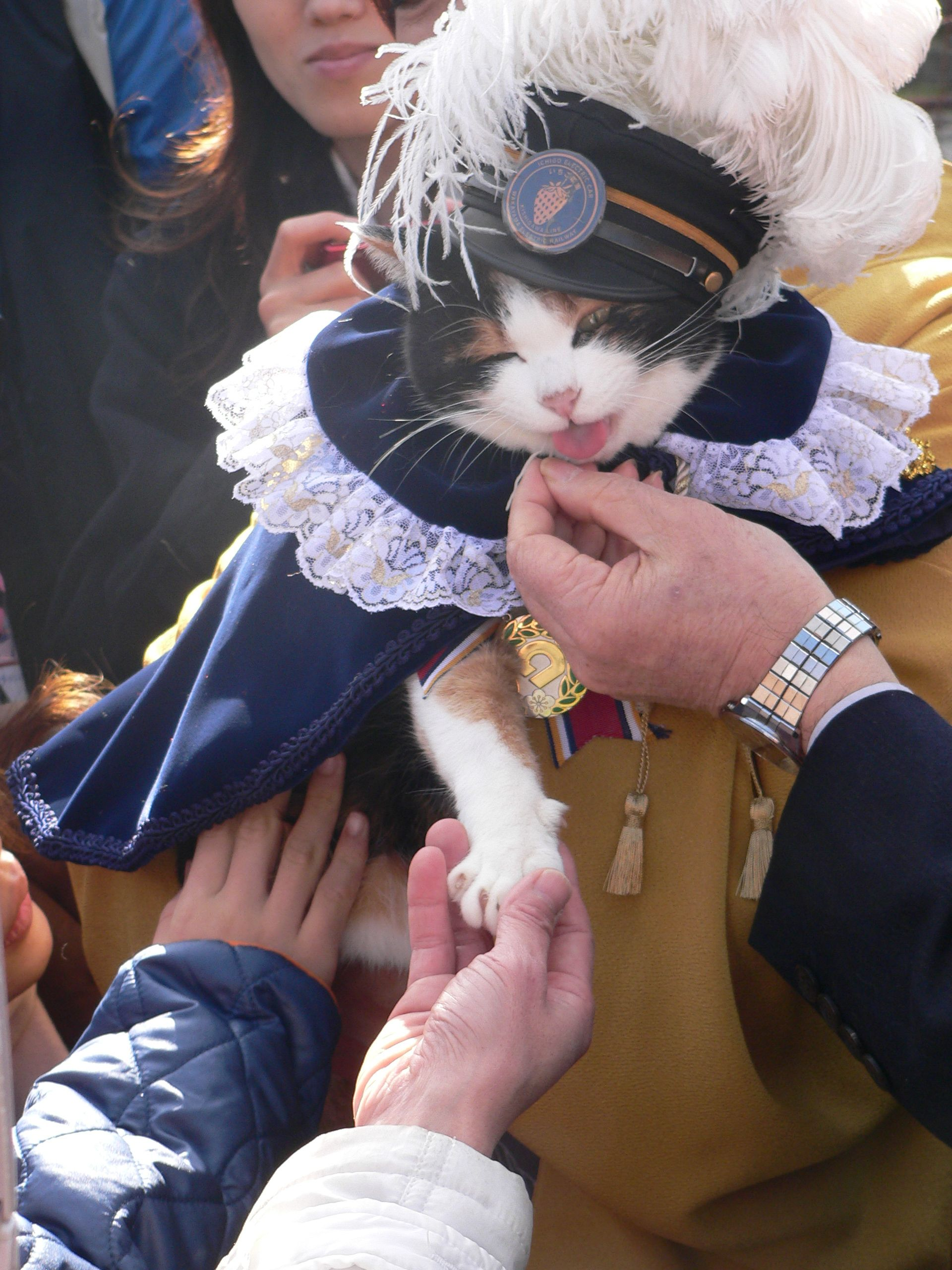
Tama vestindo os trajes de "Wakayama de cavaleiro", dada pelo governador de Wakayama

Em abril de 2006, a Wakayama Electric Railway passou todas as estações da Linha Kishigawa de tripulada para não-tripulado, num esforço para cortar custos. Os chefes de cada estação foram selecionados a partir de funcionários das empresas locais perto de cada estação. Para a Estação Kishi, Toshiko Koyama, o dono da mercearia de bairro, foi escolhido como chefe de estação. Koyama adotou Tama e outros gatos de rua, e passou a alimentá-los na estação.
Em janeiro de 2007, os funcionários decidiram oficialmente o nome do chefe da estação, que seria Tama. O seu trabalho na estação é cumprimentar os passageiros. Diariamente Tama usa chapéu de chefe da estação, em vez de um salário, a ferrovia dá comida e hospedagem ao gato.
A repercussão da indicação de Tama a chefe da estação, levou a um aumento 17% no número de passageiros no mês de janeiro de 2007 em comparação a janeiro de 2006; em março de 2007, houve um aumento de 10% em relação ao exercício anterior. Um estudo estimou que a publicidade em torno de Tama tem contribuído 1,1 bilhões de Yen para a economia local, o que equivale a 21 milhões de reais, ou em euros esse número era de 8 milhões.

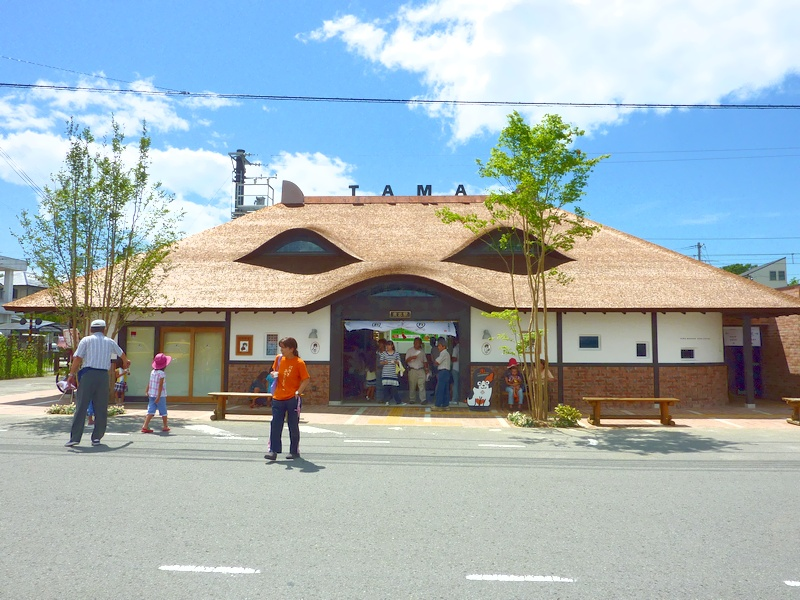
A Estação Kishi em 2010

Em janeiro de 2008, Tama foi promovida a "chefe da estação super" em uma cerimônia com a presença do presidente da empresa e o prefeito; como resultado de sua promoção, ela é "a única fêmea em posição gerencial" na empresa. O seu novo cargo tem um "escritório", contendo uma caixa de areia. Em janeiro de 2010, as autoridades ferroviárias promoveram Tama para o cargo de "Diretor Operacional" em reconhecimento à sua contribuição para a expansão da base de clientes. Tama manterá o trabalho do chefe da estação, enquanto assumir o novo emprego, e é o primeiro gato a se tornar um executivo de uma empresa ferroviária.
Sua equipe é composta por dois chefes de estação e um assistente felino, Chibi (ちび?, nascido em 12 maio de 2000) e uma gata malhado chamado Miiko (ミーコ?, nascido em 3 de outubro de 1998 - 20 de julho de 2009). Agora só resta Chibi, pois Miiko morreu em 2009. Tama apareceu em um documentário sobre gatos intitulado La Voie du Chat em francês e Katzenlektionen em alemão, feito pela cineasta italiana Myriam Tonelotto, transmitido no canal de TV europeu ARTE em abril de 2009.[carece de fontes?]

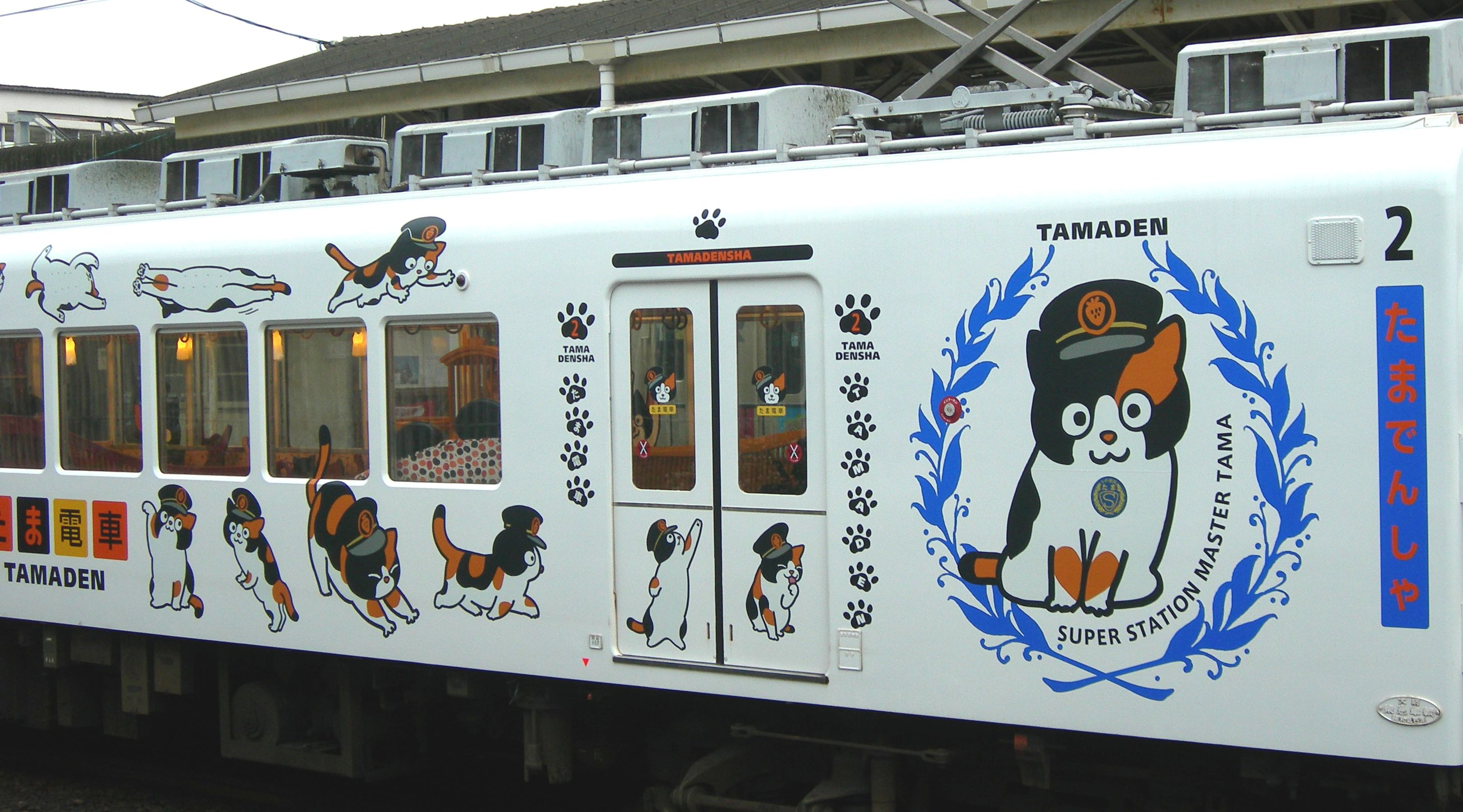
O Trem Tama

Como chefe da estação, Tama trabalha de segunda a sábado, das 09:00 horas até às 17:00 horas (durante o Verão), e durante o inverno, ele trabalha das 10:00 horas às 16:00 horas. Quando a estação recebe muitos visitantes, Tama é colocado em uma caixa de vidro, em uma sala da estação. Quando a estação esta vazia, Tama fica em cima de uma mesa em frente ao quiosque.
A Linha Kishigawa anunciou que estava lançando um novo trem, intitulado de "Tama Densha" (たま電車, Trem Tama), que foi personalizado com representações em banda desenhada de Tama. O trem começou a funcionar na Primavera de 2009.
A 25 de junho de 2015, Tama morreu vítima de insuficiência cardíaca.